# 加藤光員
加藤 光員（かとう みつかず）は、平安時代末期、鎌倉時代初期の武将。藤原利仁の流れを汲むとする加藤景員の長男。鎌倉幕府御家人。西面の武士。

## 略歴
- 治承4年（1180年）8月の源頼朝の挙兵に父や弟と共に参じ、石橋山の戦いで敗走して箱根山中へ逃げ込み、弟・景廉と共に甲斐国へ逃れる。10月、鉢田の戦いで武田氏と共に駿河国目代・橘遠茂を攻め、光員が遠茂を討ち取る武功をあげた。
- 文治元年（1185年）、平家の有力家人であった藤原忠清を光員の郎従が捕らえている。
- 文治3年（1187年）、所領の多くがある伊勢国で公卿勅使伊勢駅雑事対捍の件で訴えられている。
- 文治5年（1189年）7月の奥州合戦に従軍。
- 建久4年5月28日（1193年）6月28日、曾我兄弟の仇討ちの際には、曾我兄弟に斬られて負傷した。
- 元久元年（1204年）、三日平氏の乱で平家残党を追討した賞を受け、西面武士として検非違使に任ぜられ、大夫判官と称した。その後、伊勢守となる。
- 承久3年（1221年）の承久の乱では、加藤家存続のために、弟の景廉は幕府方に属し、光員は後鳥羽上皇が率いる朝廷方に属して戦った。結果として幕府方が勝利したため光員所領の伊豆国狩野荘牧之郷は没収され、弟の景廉に与えられた。没年は不明だが、乱後間もなく死去したものと見られる。

弟の景廉の長男で甥にあたる遠山景朝の領地である美濃国恵那郡遠山荘の明知（現在の岐阜県恵那市明智町）の龍護寺の境内に、光員一族の墓とされる五輪塔が存在している。